# Naghade
Naghade (perski: نقده) – miasto w Iranie, w ostanie Azerbejdżan Zachodni, wcześniej znane jako Sulduz. W 2006 roku miasto liczyło 121 975 mieszkańców w 20 781 rodzinach.